# Reinhold Ewald (Astronaut)
Reinhold Ewald (* 18. Dezember 1956 in Mönchengladbach) ist ein deutscher Physiker und Astronaut.

## Leben
Reinhold Ewald legte 1975 am Stiftischen Humanistischen Gymnasium Mönchengladbach das Abitur ab und studierte anschließend an der Universität zu Köln Physik mit der Fachrichtung Experimentalphysik und schloss 1983 mit dem Diplom ab. Mit einer Doktorarbeit auf dem Gebieten der Radioastronomie (Thema: HCO+ und HCN in S140 und W51 – Beobachtungen mit dem Kölner 3-m-Radioteleskop) und im Nebenfach auch in Humanmedizin wurde Ewald 1986, ebenfalls in Köln, promoviert.
Reinhold Ewald wurde zum 1. September 2015 als Nachfolger von Ernst Messerschmid zum Professor für das Fachgebiet Astronautik und Raumstationen an das Institut für Raumfahrtsysteme der Universität Stuttgart berufen.

## Raumfahrertätigkeit
Ab 1990 war Ewald im Astronautenteam der Deutschen Forschungsanstalt für Luft- und Raumfahrt (DLR). Von November 1990 bis März 1992 wurde er in Moskau zum Raumfahrer ausgebildet. Bei der Mission Mir92 (Sojus TM-14/Sojus TM-13) war er Ersatzmann für Klaus-Dietrich Flade.
Nach seiner Rückkehr nach Deutschland wurde Ewald stellvertretender Leiter des Astronautenbüros der DLR und unterstützte die D2-Spacelab-Mission an Bord des Space Shuttle. Dieser Raumflug STS-55 fand 1993 unter Leitung der NASA statt.
1994 wurde er bei der DLR zum Programmbeauftragten für die Bereiche unbemannte und bemannte Missionsprojekte, Forschung im Weltraum und Planetenforschung ernannt. Ab Oktober 1995 trainierte Ewald in Moskau für einen Einsatz in Mission Mir97.
Der Start zu seinem ersten Raumflug erfolgte am 10. Februar 1997 mit dem Raumschiff Sojus TM-25. Mit an Bord waren der ukrainische Kommandant Wassili Ziblijew und der russische Flugingenieur Alexander Lasutkin. Auf der Raumstation Mir trafen sie auf die Russen Waleri Korsun und Alexander Kaleri sowie auf den US-Amerikaner Jerry Linenger. Auf der Mir führte Ewald verschiedene Experimente durch, beispielsweise zur Dichtigkeit der Druckanzüge. Ein spezieller Messhandschuh Ewalds befindet sich in der 2018er Sonderausstellung des Deutschen Technikmuseums in Berlin.
Außerdem nahm er unter dem Rufzeichen „DL2MIR“ Kontakt zu Funkamateuren auf. Während seines Aufenthaltes brach am 23. Februar ein Feuer auf der Raumstation aus, das aber schnell gelöscht werden konnte. Die Landung erfolgte am 2. März zusammen mit Korsun und Kaleri mit dem Raumschiff Sojus TM-24.
Ab Februar 1999 gehörte Ewald zum europäischen Astronautenkorps der ESA in Köln. Als Crew Operations Manager war er 2002 für die beiden ISS-Raumflüge mit ESA-Beteiligung zuständig, in den Jahren 2003 und 2004 außerdem für zwei weitere Sojusflüge.
Im Jahr 2005 war Ewald Mitglied des European Astronaut Corps (EAC) und trainierte für einen Flug zur Internationalen Raumstation.
Bei der Astrolab-Mission 2006 betreute Ewald seinen Kollegen Thomas Reiter vom Boden aus dem Columbus Control Center, das sich am deutschen Raumfahrtkontrollzentrum in Oberpfaffenhofen befindet.
Am 29. April 2025 wurde Ewald vom nordrhein-westfälischen Landeskabinett zum ersten Raumfahrtbotschafter des Landes Nordrhein-Westfalen bestellt.

## Auszeichnungen

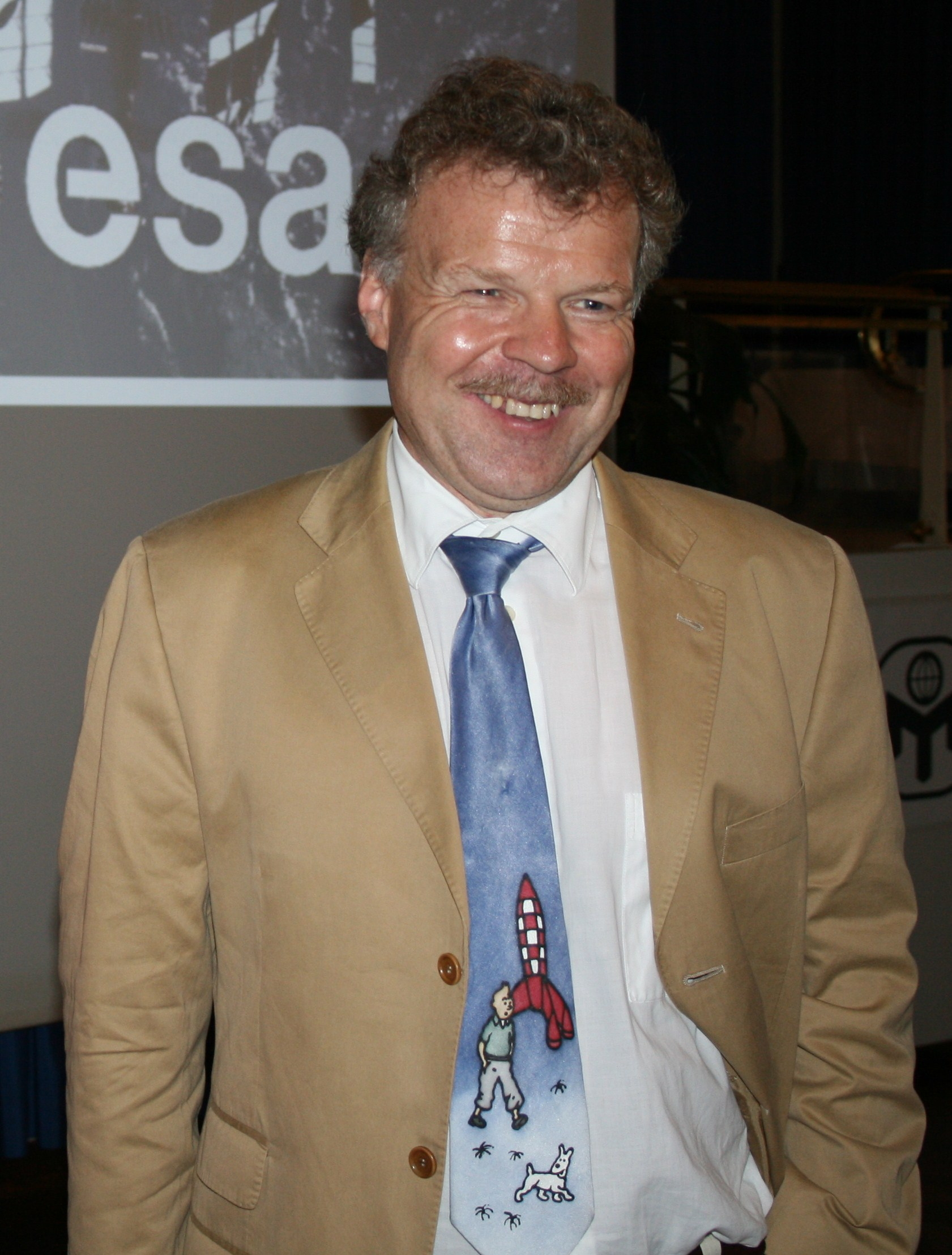
Reinhold Ewald nach seinem Vortrag „Astronaut‘s Life“ im Rahmen des Forum Mensanum des EMAGs 2008 in Köln

Im Jahr 1992 verlieh der damalige Präsident der russischen Föderation, Jelzin, Reinhold Ewald den russischen Orden der Völkerfreundschaft und 1997 die russische Tapferkeitsmedaille. 1997 erhielt er zudem das Bundesverdienstkreuz 1. Klasse. Im Jahre 2003 wurde Reinhold Ewald in Mönchengladbach die Goldene Blume von Rheydt verliehen, der älteste Umweltschutzpreis Deutschlands.
Weitere Auszeichnungen:
- Verdienstorden des Landes Nordrhein-Westfalen (2020)[4]

## Persönliches
Reinhold Ewald ist verheiratet und hat einen Sohn und zwei Töchter. Er ist Mitglied in der Akademischen Vereinigung Rheinstein Köln sowie der K.D.St.V. Rheno-Franconia München und Ehrenmitglied des Karate Dojo Mönchengladbach.